# Togroul Narimanbekov
Togroul Narimanbekov (en azéri : Toğrul Fərman oğlu Nərimanbəyov, en russe : Тогрул Фарман оглы Нариманбеков ; né le 7 août 1930 à Bakou et mort le 2 juin 2013 à Paris) est un peintre devenu artiste du peuple de l'Azerbaïdjan (Народный художник Азербайджана) en 1967 puis artiste du peuple de l'URSS (Народный художник СССР) en 1989.

## Biographie

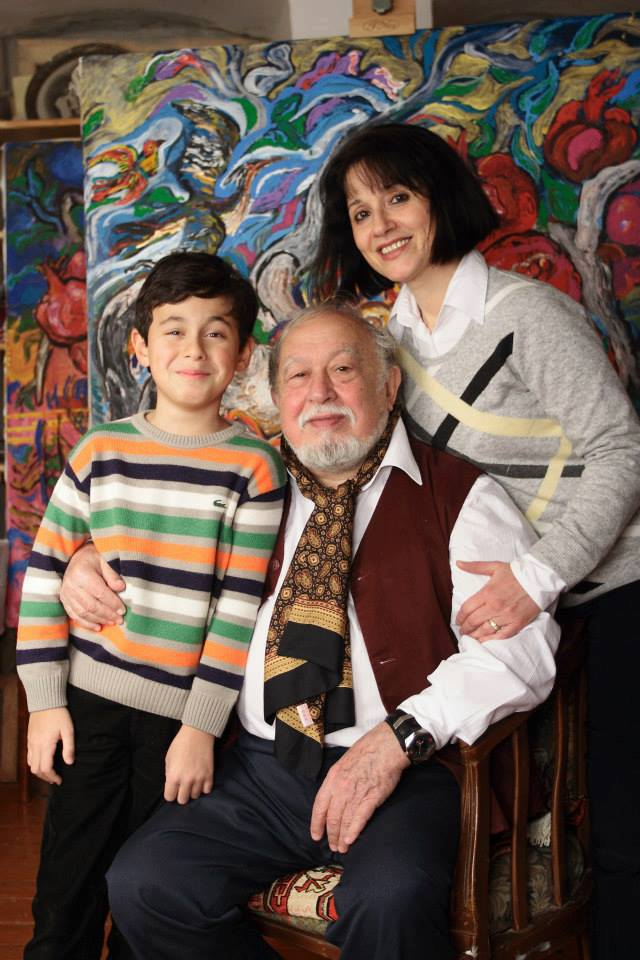
Togrul Narimanbekov avec sa femme et son fils dans son atelier à Bakou, Azerbaijan.

Une rétrospective lui fut consacrée à Moscou en 1983,,. Une autre exposition eut lieu à Moscou en 2013.
En 1990, il se marie avec Sevil Narimanbekov. De cette union naît en 2001 son fils François Narimanbekov.
Certaines de ses œuvres figurent dans les collections du musée national d'art d'Azerbaïdjan.
Le 25 novembre 2014, lors d'une vente aux enchères chez Sotheby's Londres, un de ses tableaux se vend à plus de 100 000 USD.
Mort en 2013, il est inhumé au cimetière de Passy (11e division).